# Laura Wheeler Waring
Laura Wheeler Waring (Hartford, 16 de mayo de 1887 – Filadelfia, 3 de febrero de 1948) fue una artista y educadora estadounidense, más conocida por sus pinturas de afroamericanos prominentes que realizó durante el Renacimiento de Harlem. Su trabajo se exhibió en importantes instituciones estadounidenses, incluida la Galería de Arte Corcoran en Washington D. C., el Museo Brooklyn y el Museo de Arte de Filadelfia. Actualmente, tiene retratos en la Galería Nacional de Retratos del Instituto Smithsoniano. Enseñó arte durante más de 30 años en la Universidad de Cheyney de Pensilvania.

## Biografía

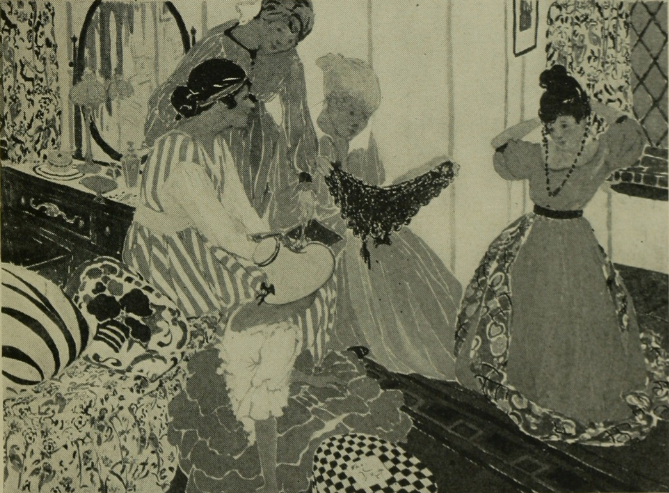
Reproducción en blanco y negro de Heirlooms, 1916

Nació en Connecticut, y fue la cuarta de los seis hijos del matrimonio formado por Mary (nacida Freeman) y el reverendo Robert Foster Wheeler. Su madre era hija de Amos Noë Freeman, un ministro presbiteriano, y Christiana Williams Freeman, conocida por sus actividades antiesclavistas en el ferrocarril subterráneo en Portland, Maine y Brooklyn, Nueva York. Se graduó de Hartford Public High School en 1906. Estudió en la Pennsylvania Academy of the Fine Arts en Filadelfia, graduándose en 1914.
En 1906, comenzó a enseñar a tiempo parcial en Filadelfia, en la Cheyney Training School for Teachers (más tarde rebautizada como Cheyney State Teachers College y ahora conocida como Universidad de Cheyney de Pensilvania). Allí impartió clases de pintura y música hasta 1914, fecha en la que viajó a Europa. La ocupación en Cheyney le consumía mucho tiempo, ya que era un internado y a menudo trabajaba por las tardes y los domingos. Esta situación limitó bastante las horas dedicadas a desarrollar su arte; lo que se tradujo en que el período comprendido entre 1906 y 1914 fuera de poca producción pictórica. Waring, además, para sacar un dinero extra, dedicó veranos enteros a enseñar dibujo en Harvard y en Columbia. Después de regresar de Europa, continuó trabajando en Cheyne durante más de treinta años. En sus últimos años allí fue directora de los programas de arte. 
En 1914, gracias a la Beca William E. Cresson Memorial de la Pennsylvania Academy of the Fine Arts, pudo viajar a Europa, donde estudió en la Academia de la Grande Chaumière en París (Francia) y viajó por Gran Bretaña. Mientras vivía en París, frecuentaba los Jardines de Luxemburgo, lo que favoreció la creación de "Le Parc Du Luxembourg" (1918), óleo sobre lienzo, basado en un boceto que hizo durante una de sus visitas recurrentes. La autora también pasó mucho tiempo en el Museo del Louvre estudiando a Claude Monet, Édouard Manet, Camille Corot y Paul Cézanne. "Pensé una y otra vez cuán poco se revela la belleza de las imágenes realmente grandiosas en las reproducciones que vemos y con qué libertad y con qué facilidad pintan los grandes maestros".
Wheeler planeó viajar también a Suiza, Italia, Alemania y los Países Bajos, pero su viaje se truncó cuando se declaró la Primera Guerra Mundial. Después de estar en Europa durante tres meses, tuvo que regresar a los Estados Unidos. El viaje en ese momento tuvo muy poco efecto en su carrera, aunque a la larga resultó de una gran influencia en ella y en su trabajo como artista. Recibir la beca le dio tiempo para evolucionar como artista y, como el premio era muy apreciado, también ganó publicidad.
Tras el final de la guerra, regresó a París en junio de 1924. Su segundo viaje a París fue considerado como un punto de inflexión en su estilo y en su carrera. Ella misma lo describió como el período más motivador para su arte, el "único período ininterrumpido de la vida en el que como artista he gozado de un ambiente y unos compañeros propicios, que fueron un constante estímulo e inspiración". Durante aproximadamente cuatro meses, vivió en Francia, absorbiendo la cultura y el estilo de vida francés. Comenzó a pintar muchos retratos y en octubre se matriculó en la Académie de la Grande Chaumiére, donde amplió sus conocimientos de pintura. En lugar de tonos pastel suaves, pintó un método más vibrante y realista. Houses at Semur, France (1925), óleo sobre lienzo, han sido señaladas por los historiadores de arte como la pintura que marcó su cambio de estilo. Su uso de colores vivos, luz y atmósfera en este trabajo es característico de la personalidad pictórica que estableció después de este viaje a Europa y que continuó a lo largo de su carrera. 
Wheeler se casó con Walter Waring el 23 de junio de 1927. Era de Filadelfia y trabajó en el sistema de escuelas públicas como profesor. Cuando se casaron por primera vez, el dinero era escaso, por lo que retrasaron su luna de miel dos años. En 1929, los recién casados viajaron a Francia, pasando allí más de dos meses. No tuvieron hijos.  Wheeler murió el 3 de febrero de 1948 en su casa de Filadelfia después de una larga enfermedad. Un año después, la Galería de Arte de la Universidad de Howard en Washington D. C., realizó una exposición de arte en su honor.
Además de una exposición póstuma en la Universidad Howard en 1949, no se cree que las pinturas de Wheeler hechas en París se hayan exhibido y se desconoce su paradero. Además de pintar, escribió e ilustró una historia corta con su amiga y novelista Jessie Fauset, que la acompañó en este viaje a Francia. Wheeler escribió el cuento Dark Algiers and White para la revista The Crisis de la NAACP, y fue publicado más tarde.

## Obra
- "Anna Washington Derry" (1927).[8]
- A Dance in the Round (1935).
- Nude in Relief (1937).
- Heirlooms (watercolor) (1916).
- "Portrait of Alma Thomas" (1945).[9]

## Retratos seleccionados
|                  |                      |                       |
| W. E. B. Du Bois | James Weldon Johnson | Anna Washington Derry |